# 大日本帝国憲法第67条
大日本帝国憲法第67条（だいにほん/だいにっぽん ていこくけんぽう だい67じょう）は、第6章にある、歳出に関する規定である。

## 現代風の表記
憲法上の大権に基づく既定の歳出、及び法律の結果により、又は法律上政府の義務に属する歳出は、政府の同意なく帝国議会がこれを廃除又は削減することはできない。

## 成立過程
ロエスレル草案で天皇大権に基づく支出には議会の予算審査権が及ばないとされたが、井上毅草案では、議会の予算審査権から特別に除外されうるもので、特に天皇大権について言及はなかった。尚、ロエスレル草案では、この大権にもとづく支出は、議会の承認も必要としていなかった。